# دینگ جینهوی
دینگ جینهوی (انگلیسی: Ding Jinhui؛ زادهٔ ۲۷ اکتبر ۱۹۹۰) بازیکن بسکتبال اهل چین است.
وی در مسابقات کشوری و بین‌المللی در مجموع برندهٔ ۲ مدال طلا شده‌است.